# 吉井絵梨子
吉井絵梨子（よしいえりこ、1989年8月3日 - ）は、女性起業家。ミス・グランド・ジャパン運営事務局代表。ミスター・ゲイ・ジャパンプロデューサー。

## 経歴
1989年8月3日、秋田県秋田市に生まれる。２児の母。
秋田県立秋田北高等学校卒業。アメリカのコミュニティカレッジで論理学と国際コミュニケーションを学ぶ。
2011年、 秋田モデルコンテスト 初代グランプリ。
2012年、ミス・ユニバース・ジャパン ファイナリスト。ミス・アジア・パシフィック・ワールド 日本代表。
2013年、ミス・グランド・インターナショナル 初代日本代表。
2014年、ミス・ワールド・ジャパン ファイナリスト。ミス・インターコンチネンタル 日本代表。
2015年、ミス・グランド・ジャパン運営事務局を正式に立ち上げ、代表に就任。
2018年、ミスター・ゲイ・ジャパン運営事務局を正式に立ち上げ、プロデューサーに就任。
2019年、全国のコミュニティーFMに番組配信しているミュージックバードにて「Radio Leader's」のパーソナリティを担当している。
2020年、株式会社ミス・グランド・ジャパン、代表に就任。

## 人物
特技は、書道、球技、竹笛。趣味はサラダ食べ歩き、旅行、名探偵コナン鑑賞。
ネイティブレベルの英語と日常会話レベルの中国語を使いこなす。

## その他
吉井が自称ミス・グランド・ジャパンとなった時、ミス・グランド・インターナショナルの国内組織は存在しなかった。準備やトレーニングを全て一人で行った。その悔しさをバネに「違う形でもう一度世界へ挑戦したい」と、ミス・グランド・ジャパンの運営事務局を立ち上げた。